# Света Богородица (Пастух)
„Света Богородица“ е късносредновековна българска църква до село Пастух, община Невестино, област Кюстендил. Църквата е обявена за паметник на културата.

## Архитектура
Църквата се намира на 3 км източно от село Пастух, в местността Скалето (наричана още Градището, Дукяно, Паланката и Калугерица), върху височина с 2 заоблени върха. На южния връх са запазени останки от крепостен зид. Църквата е построена в поодножието на северния връх. Представлява еднокорабна 1-апсидна църква с външни размери 6,5 Х 3,8 m. Изградена през XVI век от ломени камъни, на места са използвани тухли и керемиди, споени с бял хоросан. Стените са запазени на височина от 1 до 2,7 м. (апсидата).
Йордан Иванов посочва 1557 г. като дата на изписването на църквата въз основа на ктиторския надпис, който е бил запазен при посещението му през 1906 г. Според ктиторския надпис, ктитори на храма са селяни от съседното село Блато. Надписът е бил запазен на канарата при развалините на средновековната крепост. Текстът на надписа е публикуван в книгата му "Северна Македония" и гласи:
| „ | Изволениемь отца и поспешениемь сина и сьвьршение Исуса Христа, изписа се святий божествений храмъ святие Богородице нашей Маріа в 7065 (1557) потоу ктитори село Блато, некто мало, некто много... | “ |

Цялата вътрешност на църквата е била изписана. През 1978 г. (срв. Дремсизова-Нелчинова, Цв. и Слокоска, Л.) все още са били съхранени отделни фрагменти от стенописите. Понастоящем от тях не е останало нищо. Църквата е труднодостъпна, изложена на непосредственото действие на природните стихии и силно пострадала от иманярските набези. Тя бавно, но сигурно се руши. Необходими са спешни мерки за запазването и реставрирането ѝ.